# アメリカ合衆国の哲学
アメリカ合衆国の哲学（アメリカがっしゅうこくのてつがく）とは、合衆国内外におけるアメリカ人たちの哲学研究とその成果のことである。インターネット哲学百科事典は、「アメリカ合衆国の哲学は核となるような特徴を持っていないものの、合衆国史を貫くアメリカ人たちの共通のアイデンティティがその中には反映されており、また逆にアメリカ合衆国の哲学が彼らのアイデンティティを形作りもしてきたと考えることができる」と記している。

## 17世紀

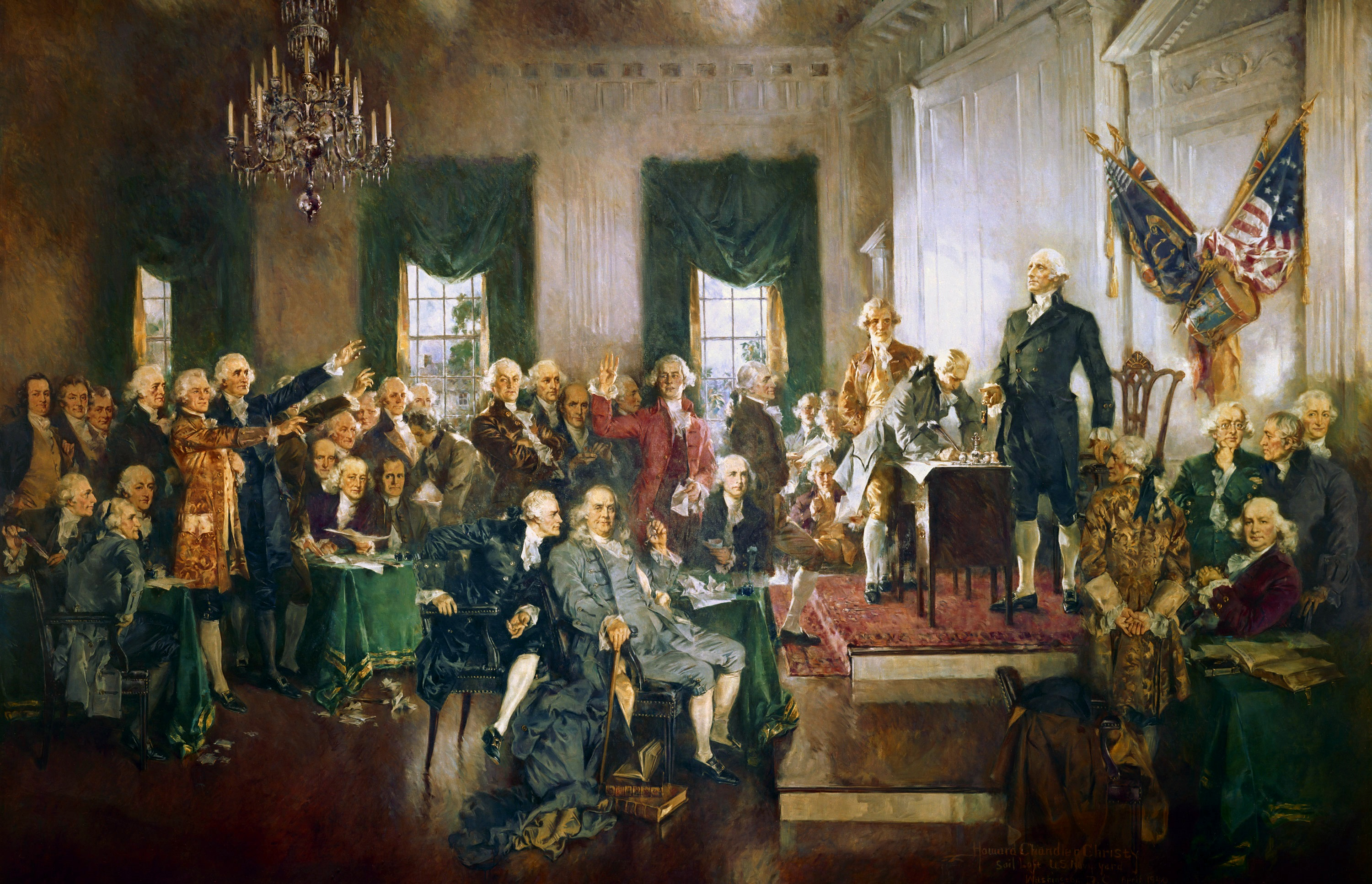
アメリカ合衆国の政治と法哲学で重要な文書となったアメリカ合衆国憲法に署名することとなったフィラデルフィア憲法制定会議、ハワード・チャンドラー・クリスティ画

アメリカの哲学の伝統はヨーロッパ人が新世界を植民地化した時に始まった。現在のニューヨーク州にピューリタンが到着したとき、宗教的伝統の中にアメリカ哲学の初期の姿を置き、個人と社会の間の関係性が強調されてもいた。このことは「コネチカット基本規定」や「マサチューセッツ自由の基本」のような初期植民地文書で明らかである。
ジョン・ウィンスロップのような思想家は、公的な生活が個人の生活に優先するという考えで、公的生活の重要さを強調した。一方ロードアイランド植民地の共同設立者の一人であるロジャー・ウィリアムズのような著作家は、社会における宗教的同一性を作り上げようとするよりも宗教的寛容が必要であると主張した。

## 18世紀
18世紀アメリカの哲学は大きく2つの区分に分けられることが多い。1つは初期のピューリタンによるカルビン主義であり、もう一つは建国の父達の政治思想に関連するヨーロッパ啓蒙思想のアメリカ的取り込みによって特徴付けられる。

### カルビン主義
ジョナサン・エドワーズはアメリカで最も初期の重要な哲学的神学者であると見なされている。「怒れる神の御手の中にある罪人」というような精力的な説教（これが第一次大覚醒運動を始めたと言われる）で知られたエドワーズは、「神の絶対的主権と神の神聖さの美」を強調した。エドワーズはニュートン力学の助けを借り、キリスト教のプラトン哲学に経験主義的認識論を統合した。経験主義者であるジョージ・バークリーの影響を強く受け、バークリー司祭から人の経験創造のために非物質的なものの重要性を導き出した。
非物質的な精神とは理解と意志であり、ニュートン信奉者の枠組みで解釈するとエドワーズの抵抗に関する基本的形而上学分類を導き出すのは理解である。ある物体がどのような面を備えていようとも、その物体は抵抗するのでこのような特性を持っている。抵抗自体は神の権力の行使であり、物体がその運動状態を「変えようとしない」というニュートンの運動第1法則の中に見て取ることができる。すなわち静止している物体は静止したままであり、動いている物体は動いているままである。

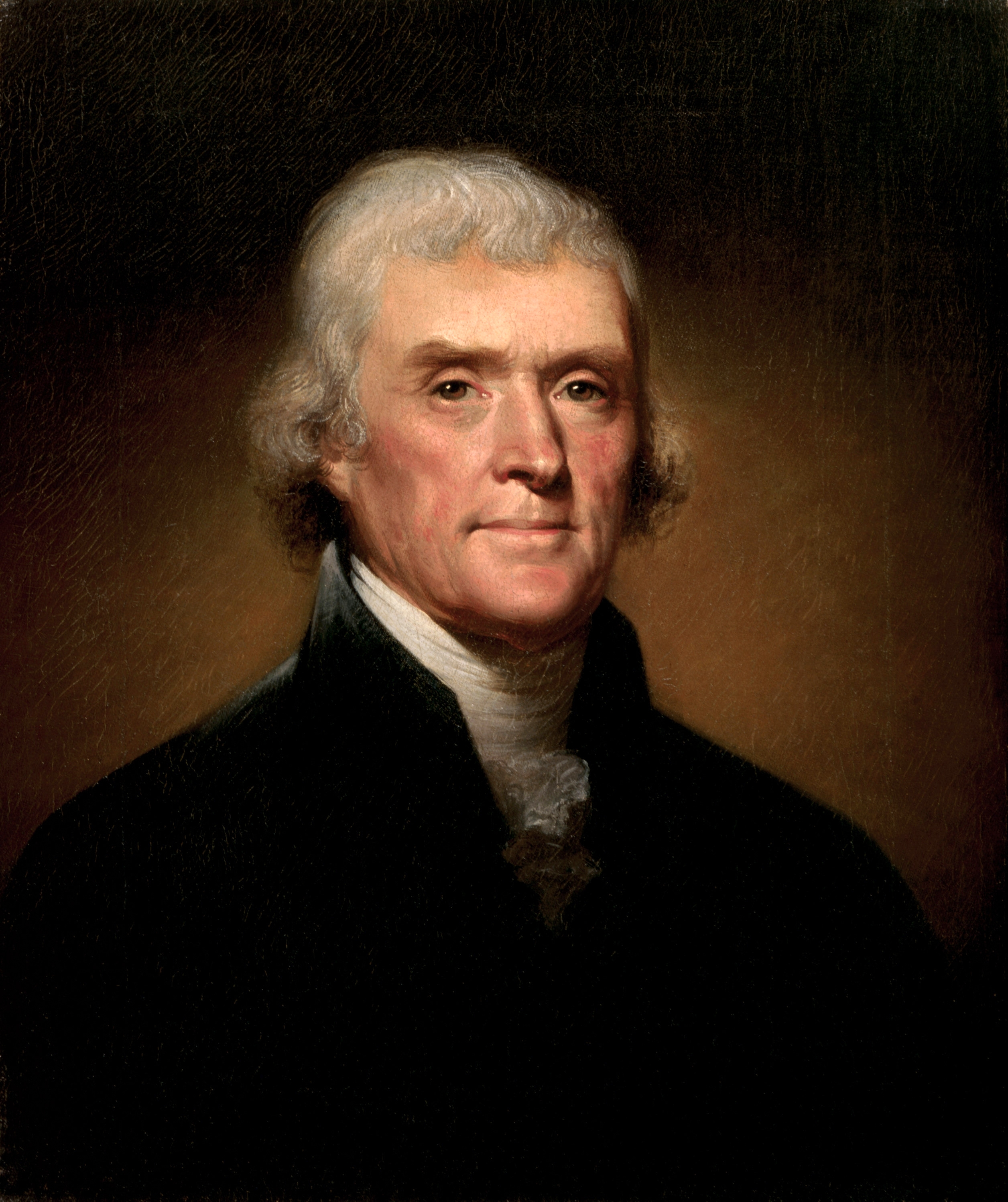
トーマス・ジェファーソンの肖像、レンブラント・ピール画、1800年

カルビン主義者および確固たる決定論者としてのエドワーズは、「我々はやりたいようにやれるが、やりたいように喜ぶことはできない」と言って、自由意志を拒否した。エドワーズに拠れば、良き仕事も自発的な信仰も救済には繋がらないが、人の運命の唯一の決定者としてある神の無条件の恩寵であることになる。

### 啓蒙時代
18世紀初期アメリカの哲学伝統は宗教的主題によってはっきりと特徴付けられていたが、後半は理性と科学に頼ることになり、啓蒙時代の思想に進むと人間性の完璧さへの信仰、自由放任経済学、および政治的事項への大衆の注視が現れた。
また、印紙法が制定されイギリス本国からの圧力が大きくなるとともに、植民地における政治哲学への関心がさらに拡大してゆくことになる。そしてこれらの政治哲学関する議論はジョン・アダムス、ジョン・ディキンソン、アレクサンダー・ハミルトン、ジョン・ジェイ、トーマス・ジェファーソン、ベンジャミン・フランクリン、そしてジェームズ・マディソンなどの多くの建国の父によって議論されることとなるのだが、17世紀のピューリタンから続くように、神と国家と個人の関係性について多く議論されることになった。
建国の父の中でも、トーマス・ジェファーソン、ベンジャミン・フランクリンおよびジェームズ・マディソンの3人は、政治課題について多くの書き物を残した。17世紀ピューリタンの主要関心を継続して個人と国家の関係を議論し、国の性格、特に国と神および宗教との関係を論じた。アメリカ独立宣言とアメリカ合衆国憲法が書かれたのがこの時期であり、それらはこの議論と妥協の結果だった。
アメリカ合衆国憲法では、政府として連邦共和制の形態を取っており、三権の間の抑制と均衡を伴う権力分立で特徴付けられている。すなわち司法府、大統領が率いる行政府および下院と上院の両院がある立法府である。
独立宣言はその中に創造主に言及する文があるが、建国の父達は明らかに有神論を排除するものではなく、ある者は公然と理神論に関する個人的概念を吐露しており、これはマクシミリアン・ロベスピエール、フランソワ＝マリー・アルエット（筆名ヴォルテール）およびルソーのようなヨーロッパ啓蒙思想家の特徴だった。
『コモン・センス』と『人間の権利』を著したトマス・ペインは知識人であり、小冊子を書き、革命推進者だったが、影響力有る啓蒙思想家でアメリカ建国の父でもあった。「革命時代全体で最も扇動的で人気のあった小冊子」と言われた『コモン・センス』は、アメリカ革命とイギリス王制からの独立を正当化した。

## 19世紀
19世紀にはアメリカにロマン主義の興隆があった。アメリカにおけるロマン主義の顕現は超越論的哲学であり、大きなアメリカ的革新として意味がある。19世紀にはまた実用主義の興隆もあり、さらにはセントルイスを拠点にしたジョージ・ホームズ・ハウイソンが指導した小さくはあるがヘーゲル流哲学運動もあった。ただし、アメリカ実用主義の影響力は小さなヘーゲル流哲学運動を遙かに凌ぐものだった。

### 超越論的哲学
アメリカ合衆国における超越論的哲学は主観的な人間の経験を強調することに特徴があり、一般の知性主義や機械論特に還元主義的世界観への反論、として見ることができる。超越論的哲学は物質と経験に「超越」する理想の精神状態を全体論的に信じるものであり、この完全な状態は人の直感と個人的省察によってのみ得られるものであり、組織化された宗教の指示や原理に対抗するものである。超越論的哲学の有名な著作家にはラルフ・ウォルド・エマーソン、ヘンリー・デイヴィッド・ソローおよびウォルト・ホイットマンがいる。
超越論的哲学の著作家は全て自然への全的回帰を望み、現実で真の知識は直感的で個人的なものであり、自然への個人的埋没と省察から生まれるのであると信じ、実験的感覚の経験の結果である科学的知識に対抗した。
科学的道具、政治的制度および従来の宗教で言われる伝統的道徳の規則のようなものは超越される必要がある。このことはヘンリー・デビッド・ソローの『ウォールデン　森の生活』の中に見出され、超越は自然に浸りきり、社会から距離を置くことで得られるとしている。

### アメリカにおけるダーウィニズム
チャールズ・ダーウィンが1859年に『種の起源』を出版して進化論を世に出したことは、アメリカ哲学に大きな衝撃を与えた。ジョン・フィスクやショーンシー・ライトはどちらも、進化論の眼鏡を通した哲学の再認識について著作を出し議論した。彼等はダーウィンが使った道徳性や心という言葉を理解しようとし、進化心理学や進化倫理学の先駆となった。
ダーウィンの生物学理論はイギリスの思想家ハーバート・スペンサーやアメリカの哲学者ウィリアム・グラハム・サムナーの社会学や政治哲学にも一体化された。「適者生存」という言葉を作った（別の者の発案とされることが多い）スペンサーは、社会が生存のための闘争にあり、社会の中の集団は適応の程度が違うためにそこに属していると考えた。この闘争は、長い目で見れば弱者が衰退し強者のみが生き残るので人類にとっては恩恵になる。この考え方はしばしば社会ダーウィニズムと呼ばれている。
スペンサーの影響を多く受けたサムナーは産業資本家のアンドリュー・カーネギーと共に、生存のための闘争という事実について社会が示唆することは、自由放任資本主義が自然の政治経済システムであり、最大量の福祉を生むことになるものだと考えた。サムナーはその自由市場を提唱したことに加え、反帝国主義（自民族中心主義という言葉を作ったとされる）を信奉し、金本位制を提唱した。

### プラグマティズム
アメリカ固有でおそらくは最も影響力のある思想学派はプラグマティズムである。19世紀後半のアメリカ合衆国でチャールズ・サンダース・パース、ウィリアム・ジェームズおよびジョン・デューイによって始められた。プラグマティズムはある命題の意図するところが実際の経験の結果において考えられる真理あるいは受容であると主張している。この見解では、例えば、あるものが「硬い」というのはナイフで切ろうとすれば、抵抗にあって切れない・切れ難い、といった結果を表すものとされる。

#### チャールズ・サンダース・パース

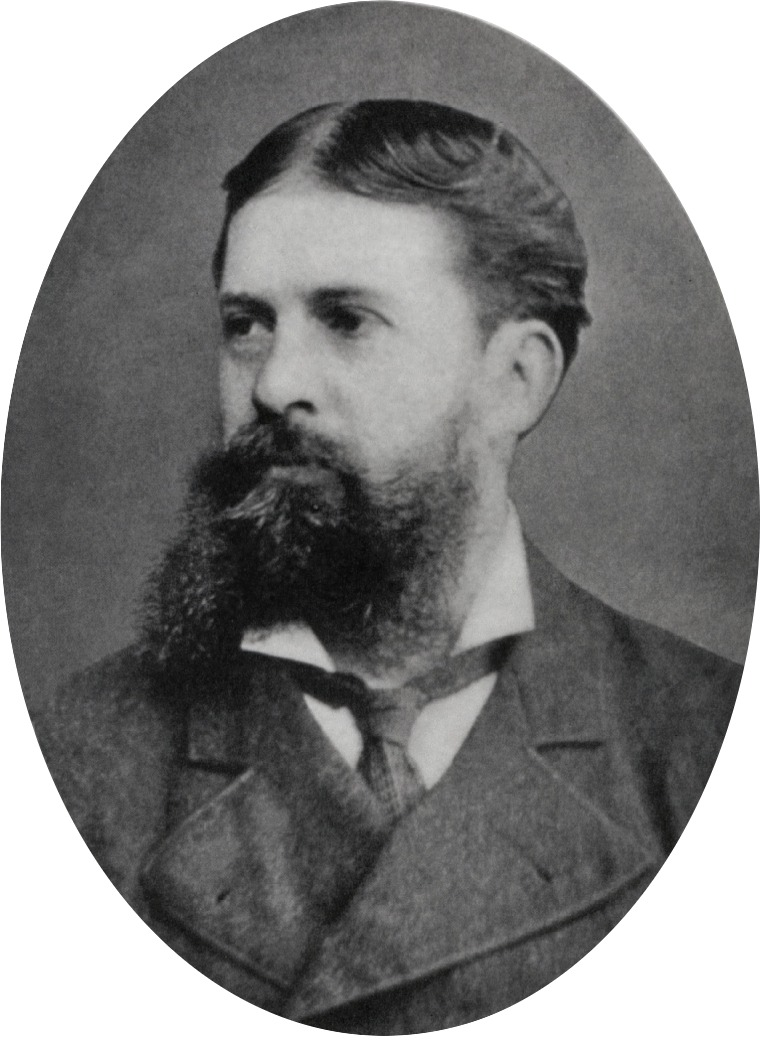
チャールズ・サンダース・パース、アメリカのプラグマティスト、論理学者、数学者、哲学者および科学者

博学であり、論理学者、数学者、哲学者および科学者であるチャールズ・サンダース・パース（1839年-1914年）が1870年代に「プラグマティズム」という言葉を初めて使った。パースは知識人が対話を行う形而上学クラブの会員であり、他にもショーンシー・ライト、後のアメリカ合衆国最高裁判所判事オリバー・ウェンデル・ホームズ・ジュニア、およびプラグマティズム初期の哲学者ウィリアム・ジェームズがいた。パースは記号論、論理学および数学の分野で豊富な論文を提出したことに加え、プラグマティズムの基礎を作ったと考えられる論文「信念の固定」（1877年）と「如何に概念を明確にするか」（1878年）（いずれも英文）を著した。
「信念の固定」では、人の信念を固定するときに、疑念に打ち勝つ科学的方法の優秀さを論じている。「如何に概念を明確にするか」では、後にプラグマティズムの格率と呼んだものの要約としてプラグマティズムを論じている。「プラグマティックな意味があると考えられるどのような効果を我々の概念の対象とするかを検討する。そうすればこれら効果に関する概念は対象に関する概念の全体である」。ある概念の意味には効果の認識を含み、実際のプラグマティックな効果自体のはっきりしたものではないことに注意を要する。
格率とは生じてくる混乱、例えば正式のものにするがプラグマティックな違いではない特徴によって生じる混乱を明確にすることが意図される。伝統的に人はある概念を部分に分けて分析する（例えば、真実の定義をある記号のその対象に対する対応として）。その必要だが限定された段階に対し、その格率はさらにプラグマティックな性格を指向した段階を加える（例えば、真実の定義を探究の理想的目的として）。
これが実験的省察の方法としてのプラグマティズムの神髄であり、考えられる確認できる環境と確認できない環境という言葉で概念に行き着く。すなわち実験仮説の創出に有効であり、検証の採用と改良に資する方法である。パースに典型的であるのは、演繹的合理主義と帰納的実験主義の間に通常ある基本的代案にはないものとして実験仮説の推論に関する関心である。ただし、パース自身は論理学的数学者であり統計学の創設者でもあった。
パースの哲学には包括的3つのカテゴリー（一項性、二項性、三項性）、可謬主義、批判的常識主義（可謬だが徹底的に懐疑的ではない）、形式的記号論としての論理学（記号学要素と記号の等級、推論形式および探求の方法を含む）、学究的実在論、有神論、客観的観念論、および空間、時間及び法則の連続性の現実に関する信念や、偶然性の現実における信念、機械的必要性および宇宙で働く原理とその進化形式としての創造的愛が含まれている。

#### ウィリアム・ジェームズ

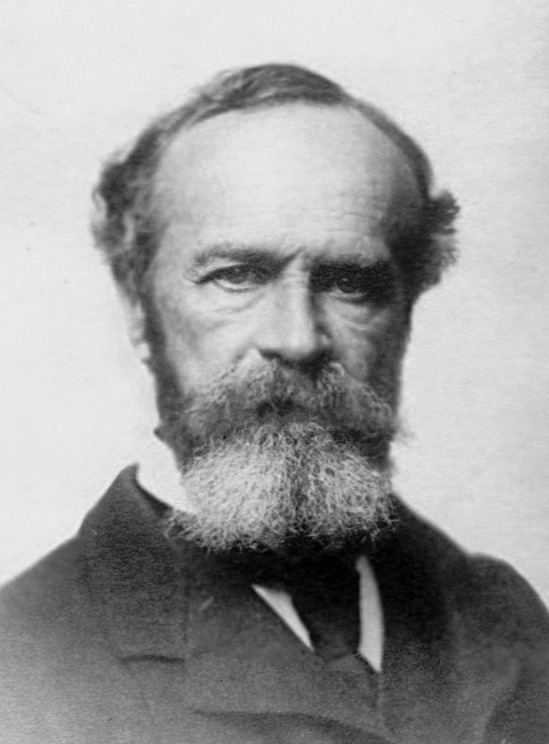
ウィリアム・ジェームズ、アメリカのプラグマティスト、心理学者

ウィリアム・ジェームズ（1842年-1910年）は「生理学、心理学および哲学におけるまたその間の最初の思想家」である。『宗教的経験の諸相』、記念碑的研究書『心理学原理』および講義録『信ずる意志』の著者として有名である。
ジェームズはパースと共に徹底的に新しい哲学思考法に精緻化される親しみやすい姿勢を具体化するものおよびディレンマを解決するものとしてプラグマティズムを見ていた。1910年の著書『プラグマティズム：思索の古い方法につけた新しい名称』（英文）で次のように書いている。
ジェームズは対象間の関係は対象自体と同じくらい現実であると主張するその徹底的プラグマティズムでも有名である。また真理には実際に複数の正しい答えがあると考えることでは多元論者でもある。真理の対応理論を拒否し、真理には信念、世界についての事実、その他背景的信念およびこれら信念の将来的結果を含むと主張した。ジェームズはその後半生で、究極の実在はある種のものであり、精神的でも肉体的でもないという見解である中立一元論を採用するようになった。

#### ジョン・デューイ
ジョン・デューイ（1859年-1952年）は、ジェームズやパースの高遠な哲学的業績に関わっている間に、自分でも政治や社会の事項について広範に論文を書き、公的な場にデューイがいることがそのプラグマティズムの先駆者よりも大きなことになった。プラグマティズムの創設者の一人であると同時に機能心理学の創設者でもあり、20世紀前半のアメリカ教育界で進歩主義運動の指導的存在でもあった。
デューイは古典的自由主義の個人主義に反論し、社会制度は「個人のために何かを得る手段ではなく、個人を創出する手段」だと主張した。個人は社会制度によって提供されるべき物事ではなく、社会制度は個人に優先し、個人を形作る。これら社会的配慮は個人を作り出す手段であり、個人の自由を促進すると言った。
デューイは教育哲学の応用哲学における著作で知られている。デューイの教育哲学は子供達が行動することで学ぶものである。デューイは教育が不必要に長くて形式的であり、子供達は実生活の行動に関わることで学ぶように向いていると考えた。例えば、数学では料理における比率を数字化することで、あるいはある交通手段である距離を動くにはどのくらい時間が掛かるかを数字化することで学ぶことができるとした。

## 20世紀

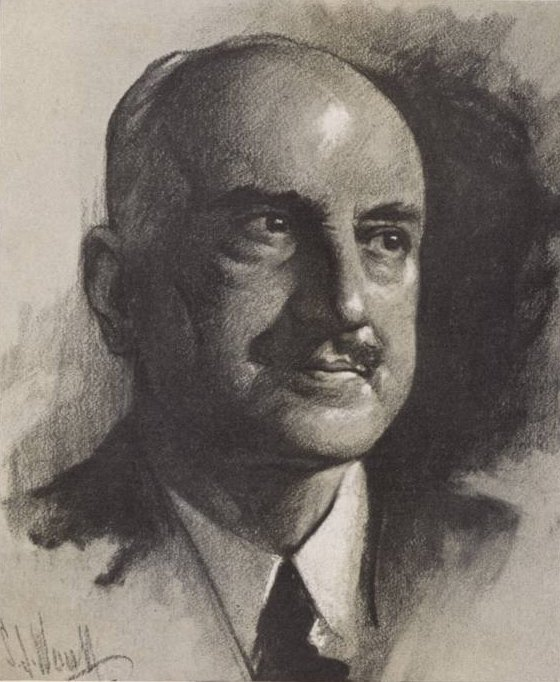
ジョージ・サンタヤーナ、最も有名なヒスパニック系アメリカ人哲学者

19世紀アメリカで始まった実用主義は20世紀初めまでに他の哲学流派を伴うようになり、短期間ではあるが、それらに凌がれるようになった。20世紀には科学的世界観とアインシュタインの相対性理論に影響を受けたプロセス哲学が現れた。20世紀半ばには言語哲学や分析哲学の人気が増すことになった。20世紀のヨーロッパで人気のあった実存主義や現象学はアメリカではそれほどの認知を得ることは無かった。

### 観念論の拒絶
プラグマティズムは20世紀に入ってもその影響力を残しており、スペイン生まれの哲学者ジョージ・サンタヤーナがこの時期のプラグマティズムの指導的推進者だった。サンタヤーナは観念論が明らかな矛盾であり常識の拒絶であると主張した。もし何かが知識であるために確かなものでなければならないならば、如何なる知識も存在せず、その結果は懐疑主義になると言った。サンタヤーナによれば、知識はある種の信念を含むのであり、これを「動物的信念」と呼んだ。
サンタヤーナの著書『懐疑主義と動物的信念』では、知識は合理性の結果ではないとしている。その代わりに知識は行動し世界と関わって成功するように命令するよう要求されるものである。サンタヤーナは自然主義者として、認識論的基礎付け主義を厳しく批判した。自然界の現象を説明することは科学の領域に属することであり、この行動の意味と価値は哲学者によって研究されるべきとした。サンタヤーナはラルフ・バートン・ペリーのようなニューリアリズム運動の思想家によって、「常識」哲学の知的雰囲気に向かうことになった。

### プロセス哲学
プロセス哲学はアインシュタインの世界観を取り込んでおり、その主要な提唱者にはアルフレッド・ノース・ホワイトヘッドやチャールズ・ハートショーンがいた。プロセス哲学の中核となる信念は事象とプロセスが主要な存在論的範疇にあるという主張だった。ホワイトヘッドはその著書『自然の概念』の中で、「コンクレセンス」と呼んだ自然界にある物は、特性の永続性を維持する事象の結合であるとしていた。プロセス哲学は、原理的存在論的範疇が変化するという意味でヘラクレイトス的である。チャールズ・ハートショーンもホワイトヘッドのプロセス哲学をプロセス神学に発展させることに貢献した。

### 分析哲学
20世紀半ばはアメリカにおける分析哲学が支配を始めた時期だった。分析哲学がアメリカに来る以前に、ヨーロッパのゴットロープ・フレーゲ、バートランド・ラッセル、ルートヴィヒ・ウィトゲンシュタインおよび論理実証主義者の活動で始まっていた。論理実証主義に拠れば、論理学と数学の真理はトートロジー（常に真となる論理命題）であり、科学の真理は実験的に検証できる。倫理学、美学、神学、形而上学および存在論の主張を含め他の主張はどれも意味がないとした（この理論は検証理論と呼ばれた）。アドルフ・ヒトラーとナチス党の勃興により、多くの実証主義者がドイツからイギリスやアメリカに逃れ、その後の年月ではアメリカにおける分析哲学の支配を補強することになった。
W・V・O・クワインは論理実証主義者ではなかったが、哲学は知識の明晰さを追求し世界を理解することでは、科学と肩を並べて行くべきという見解は同じだった。クワインはその論文『経験主義の2つのドグマ（教義）』で論理実証主義者や知識の分析・総合区別を批判し、正当化の整合説である「信念のクモの巣」、ホーリズムを提唱した。クワインの認識論では、孤独の場合に如何なる経験も起こらないので、あらゆる信念あるいは経験が全体と結びつけられる知識に対して実際に全体的なアプローチがある、としている。クワインは翻訳の不完全性理論の一部として「ガヴァガイ」（gavagai）という言葉を編み出したことでも有名である。

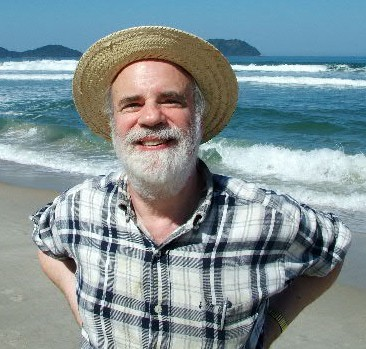
ソール・クリプキ

クワインのハーバード大学の教え子ソール・クリプキは、分析哲学の影響を大きく受けた。クリプキは、ブライアン・ライターが行った調査で、過去200年間の最も重要な哲学者10傑に入っていた。クリプキは4つの哲学論文で特に良く知られている。すなわち（1）様相論理学と関係論理学のためのクリプキ意味論、彼がまだ10代の間に開始した幾つかの論文に掲載された。（2）1970年にプリンストン大学で行った講義「名指しと必要性」（1972年と1980年に出版）、言語哲学を再構築し「形而上学を再度尊敬できるものにした」（3）ウィトゲンシュタインの哲学の解釈（4）真理論、である。また集合論についても重要な貢献を果たした。
クワインのハーバード大学でのもう1人の教え子デイヴィド・ケロッグ・ルイスは、ブライアン・ライターが行った調査で、20世紀で最も偉大な哲学者の一人に入っている。論議を呼んだ様相実在論の提案で良く知られており、具体的で因果的に孤立した可能世界が無限にあり、その中の一つが我々の世界だと主張している。これら可能世界は様相論理学の分野で出てくる。
トーマス・クーンは科学史や科学哲学の分野で広範な業績を残した重要な哲学者かつ著作家だった。その有名な著作『科学革命の構造』は学術文献で引用されることが多い。この中で、科学者は新たに解くべきパズルを見付けるので異なる「パラダイム」（理論的枠組み）を通って前進し、問題に対する解を見付けるための苦闘が拡がると世界観にシフトが起こる、クーンはこれを「パラダイム・シフト」と名付けた。その功績は知識社会学におけるマイルストーンと考えられている。

### 政治哲学への回帰
分析哲学者たちは［主として］概念的・抽象的な主題に取り組んだため、1970年代まで、アメリカ合衆国の哲学は（アメリカ建国時にその主たる研究対象であった）社会的・政治的主題への関心を完全に取り戻してはいなかった。社会哲学と政治哲学の復権は、道徳的エゴイズム（「客観主義」（Objectivism）と呼ばれた）を推奨したアイン・ランドの作品が人気を博したことをきっかけとする。
『水源』（1943年）と『肩をすくめるアトラス』（1957年）というランドの２つの小説は、コレクティブという小さな学生集団から始まる客観主義ムーブメントを生み出した。その学生集団の一人が、後にリバタリアンの連邦準備制度理事会議長として知られることとなるアラン・グリーンスパンである。客観主義は、外的現実は理由を持って知ることのできる客体であり、人は彼自身の理にかなった自己利益と合致するように行動すべきであって、最も優れた経済形態はレッセフェール資本主義であると主張した。。哲学者達はランドの業績のクオリティや知的な厳密さについて極めて批判的であったが、その論争性にもかかわらず、彼女はリバタリアニズム運動の中で人気を博しつづけている。
1971年、ジョン・ロールズは『正義論』を出版した。ロールズはこの本の中で、社会契約論を基礎とした「公正としての正義」（justice as fairness）という考えを提示している。ロールズは、「原初状態」（original position）を描き出すために、「無知のヴェール」（veil of ignorance）という概念装置を用いた。
ロールズにおける「原初状態」（the original position）という概念は、ホッブズ主義における「自然状態」（state of nature）という概念に対応するものである。原初状態において人々は、各人の性格や社会的立場（たとえば人種、国籍、財産）についての知識を失わせる無知のヴェールの下にある。正義の原理は原初状態にある理にかなった人々によって選択される。［ロールズが原初状態において人々に選択されると主張する］正義の二原理は、平等な自由に関わる原理と社会的・経済的不平等の政府による分配に関わる原理である。ロールズは、社会的・経済的不平等を最も恵まれない人々に最大の利益を与えるよう再編成することを要求する「格差原理」（Difference Principle）と一致する分配的正義の枠組みについて論じる。。
自由意志論者ロバート・ノージックはロールズの考えを政府による過度の統治と権利侵害を促進していると見なし、1974年に『アナーキー・国家・ユートピア』を出版した。この本では、最小の国家を論じ、個人の自由を防衛している。政府の役割は「警察の保護、国家防衛および裁判所の管理に限定し、現代政府によって通常に行われている他の任務、すなわち教育、社会保障、福祉等々は、宗教団体や慈善団体など自由市場で運営される民間組織に取って代わられるべきだと主張している。
ノージックはその見解を公正さの授権理論と主張し、もし社会の誰もが獲得、移行および調整の原則に従ってその所有物を獲得するならば、その配分が如何に不公平であろうとも割り付けのパターンは公正であるとしている。公正さの授権理論は「分配の公正さが実際にある歴史的状況によって決定されるが（終局状態理論の反対）、最も一生懸命に働いた者あるいは最も分け前に値する者が一番の分け前を得られることを保証する如何なるパターンとも関係を持たない」と主張している。
アラスデア・マッキンタイアはイギリスで生まれ教育を受けたが、アメリカ合衆国に40年間ほど生活し働いた。マッキンタイアは古代ギリシアにおいて提唱された道徳論である徳倫理学に関する関心を再生させた功績がある卓越したトマス・アクィナス主義政治哲学者と考えられている。「現代の哲学と現代の生活は理路整然とした道徳法の欠如によって特徴付けられ、この世界に住む大半の個人はその人生に意味ある目的感が無く、純粋な社会も欠けていると主張している。マッキンタイアはこのような状態を正すための適切な方法は個人が適切に美徳を獲得できる純粋に政治的な社会に戻ることであると考えている。
学術的哲学とは別に、政治と社会の関心は公民権運動とマーティン・ルーサー・キング・ジュニアの著作が中心的話題になった。

### フェミニズム

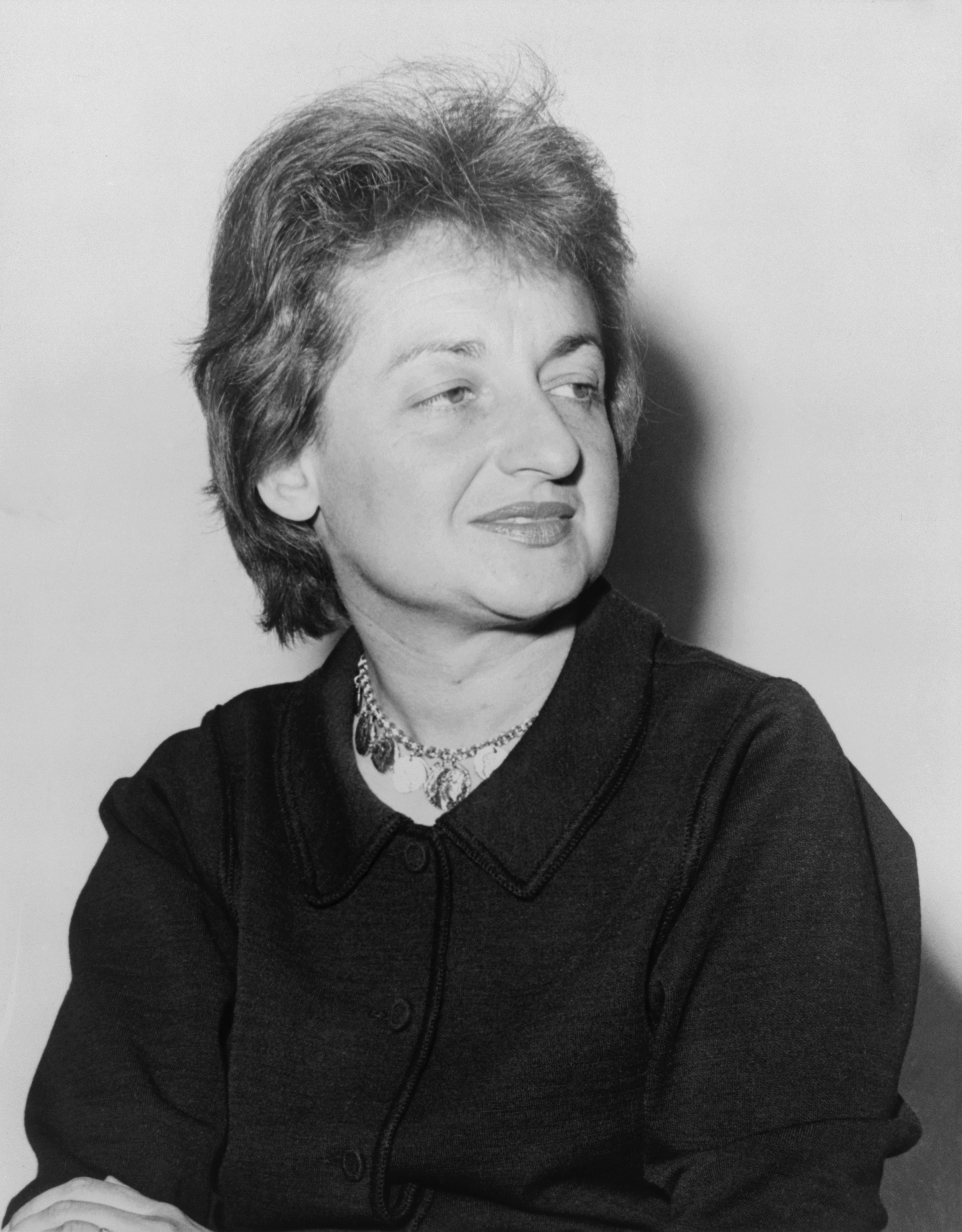
ベティ・フリーデン

サラ・グリムケ、シャーロット・パーキンス・ギルマン、エリザベス・キャディ・スタントンおよびアン・ハッチンソンといったフェミニストと考えてもよい著作家はアメリカ合衆国史の中にもいたが、第2波フェミニズムとも呼ばれる1960年代と1970年代のフェミニスト運動は哲学の世界にも影響が有った。
大衆の心はベティ・フリーデンの『女性の神話』で捉えられた。これにアドリエンヌ・リッチのようなフェミニスト哲学者が続いた。これら哲学者は客観性であるとか倫理学に対する男性的アプローチの考えられるもの、例えば権利に基づく政治論のような哲学の基本仮定や価値観を批判した。価値中立的な探求というようなものは無いとし、哲学問題の社会的次元を解析しようとした。

## 現代

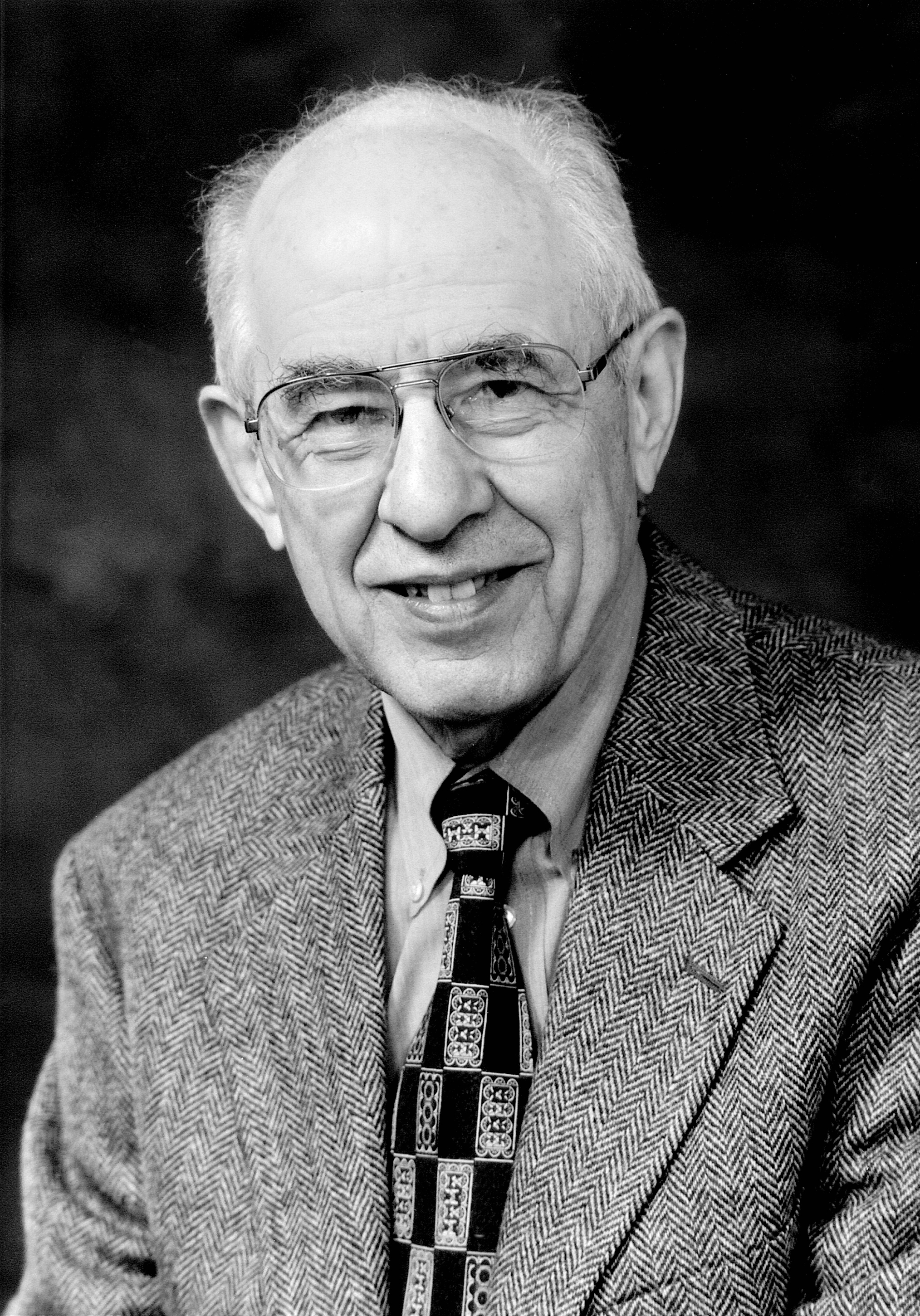
ヒラリー・パトナム

20世紀の終わり近く、プラグマティズムに関する興味が再度浮上した。これにはヒラリー・パトナムやリチャード・ローティが大きく貢献した。ローティは『哲学と自然の鏡』および『哲学と社会の希望』（邦題：『リベラル・ユートピアという希望』）の著者として有名である。パトナムは数学における疑似経験主義、水槽の脳思考実験に対する異議、および心の哲学、言語哲学と科学哲学に関する論文で良く知られている。
心の哲学の中で起こった議論が問題の中心になった。パトナム、ドナルド・デイヴィッドソン、ダニエル・デネット、ダグラス・ホフスタッター、ジョン・サール、さらにはパトリシア・チャーチランドとポール・チャーチランドといったアメリカの哲学者達が、オーストラリアの哲学者デイヴィッド・チャーマーズから示された哲学問題である心の性質や意識の難問のような問題の議論を続けた。
アメリカの著名法哲学者であるロナルド・ドウォーキンやリチャード・ポズナーが政治学や法哲学の分野で活動している。ポズナーは法の経済分析で有名であり、これは法の規則や制度を理解するためにミクロ経済学を用いる理論である。ドウォーキンは一体としての法や法的解釈主義の理論で有名である。
アフリカ系アメリカ人哲学者コーネル・ウェストは人種、性および階級の問題に関して、さらにはプラグマティズムと超越論的哲学に関連づけてアメリカの文化的生活を解析したことで知られている。
アルビン・プランティンガは自然主義に対する進化議論で有名なキリスト教思想家であり、人は適切な基本信念として神を知ることができると主張し、また神の存在について存在論議論の様相的説明でも知られている。